# Klingenberg (Adelsgeschlecht)

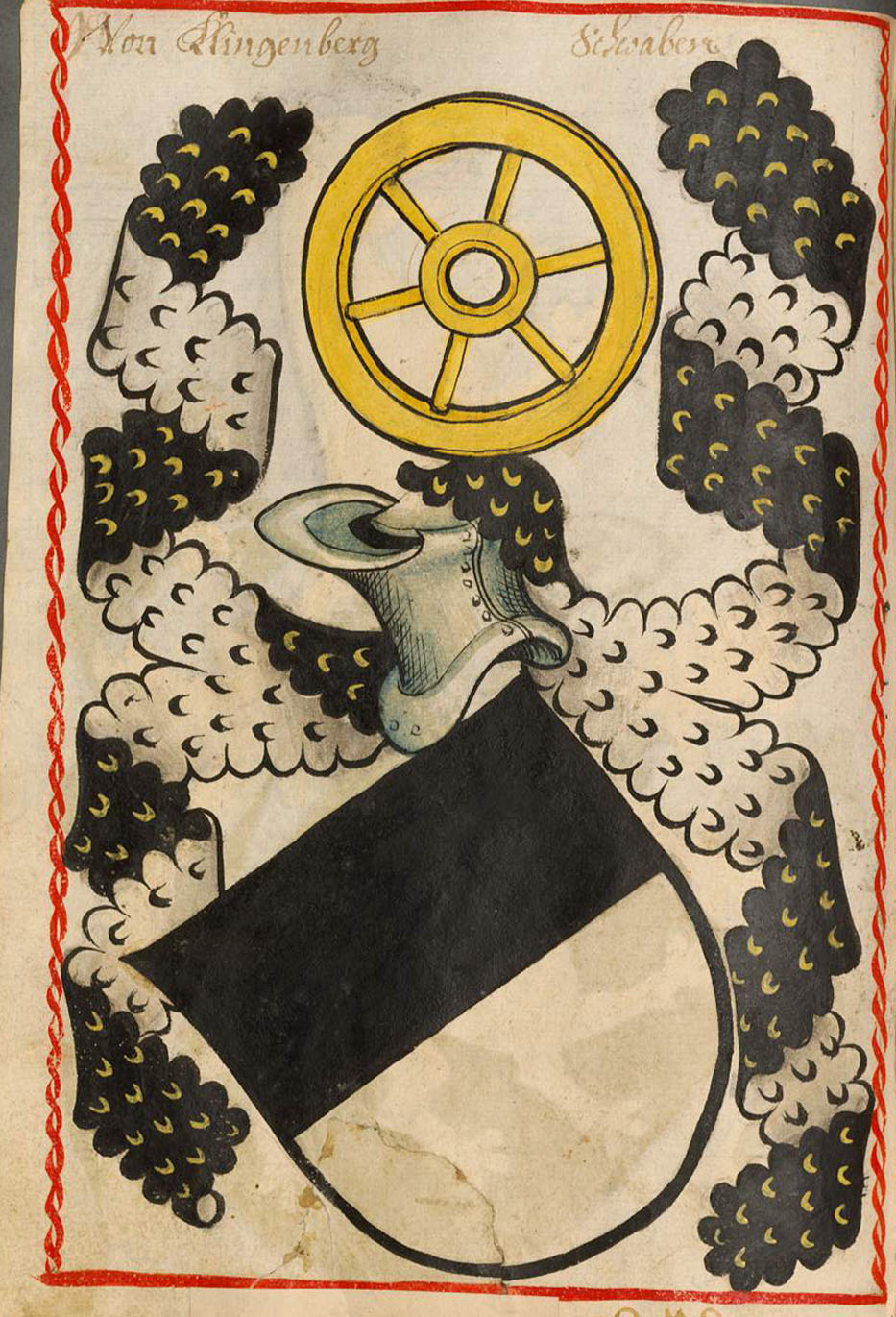
Wappen der Grafen von Klingenberg im Scheiblerschen Wappenbuch

Die Herren von Klingenberg waren ein süddeutsches Adelsgeschlecht. Im 13. und 14. Jahrhundert spielten sie eine maßgebliche Rolle im Thurgau und Hegau. Die Anpassungsprozesse des späten Mittelalters wurden von dem Geschlecht nicht gemeistert, so dass dem Höhepunkt seiner Machtentfaltung ein rascher Niedergang folgte, bis das Geschlecht 1583 mit dem Tod des zwölfjährigen Hans Georg von Klingenberg ausstarb. Der General Wichmann von Klingenberg leitete seine Herkunft von diesem Adelsgeschlecht ab und ließ sich 1741 den Adelsstand bestätigen und gleichzeitig in den Freiherrenstand erheben.
Die Familie ist zu unterscheiden von dem lübisch-dänischen Adelsgeschlecht Klingenberg.

## Geschichte
Das ursprüngliche Zentrum der Klingenberger lag in der Umgebung von Homburg im heutigen Schweizer Kanton Thurgau mit der Burg Klingenberg (heute Schloss).
Ihre Herkunft ist ungeklärt. Es bestanden möglicherweise Beziehungen zu den Herren von Steckborn, Rosenegg und Mülheim, die um 1260 ebenfalls Lehen der Bischöfe von Konstanz um Homburg besaßen oder den Schenken von Schüpf/Limpurg, von denen sich Conrad genannt Hurrier nach der von ihnen erbauten Burg Klingenberg am Main benannte.
Die Klingenberger standen zunächst im Dienste der Bischöfe von Konstanz, dann der Grafen von Kyburg und später der Habsburger.
Erstmals belegt ist das Haus mit Heinrich von Klingenberg, der im Jahr 1200 als Zeuge für den Bischof von Konstanz auftrat. Dessen Sohn, ebenfalls Heinrich genannt, war ab 1271 der erste Nicht-Zürcher Propst am Grossmünster. Das Kloster Feldbach wurde von ihnen gefördert und nahm im Laufe der Zeit mehrere weibliche Familienmitglieder auf.
Neben den Herren von Landenberg waren sie eine der führenden Familien in der Region. Heinrich von Klingenberg war von 1293 bis 1306 Bischof von Konstanz, Abt des Klosters Reichenau und Kanzler des Reiches. Sein Bruder, Ulrich von Klingenberg, war von 1296 bis 1302 österreichischer Vogt von Mengen und Sigmaringen und 1303 Reichsvogt von Konstanz. Ein anderer Bruder, Konrad von Klingenberg, war 1294 bis 1300 Propst von Bischofszell, 1301 Dompropst von Konstanz, 1322–1324 Bischof von Brixen und 1324–1340 Bischof von Freising.
Der vierte Bruder, Albrecht, wie sein Bruder Ulrich ebenfalls zeitweilig Reichsvogt in Konstanz, erwarb am 16. Februar 1300 die Burg Hohentwiel um 940 Mark Silber von Ulrich von Klingen. Der Hohentwiel wurde von da an der Lebensmittelpunkt der Familie.

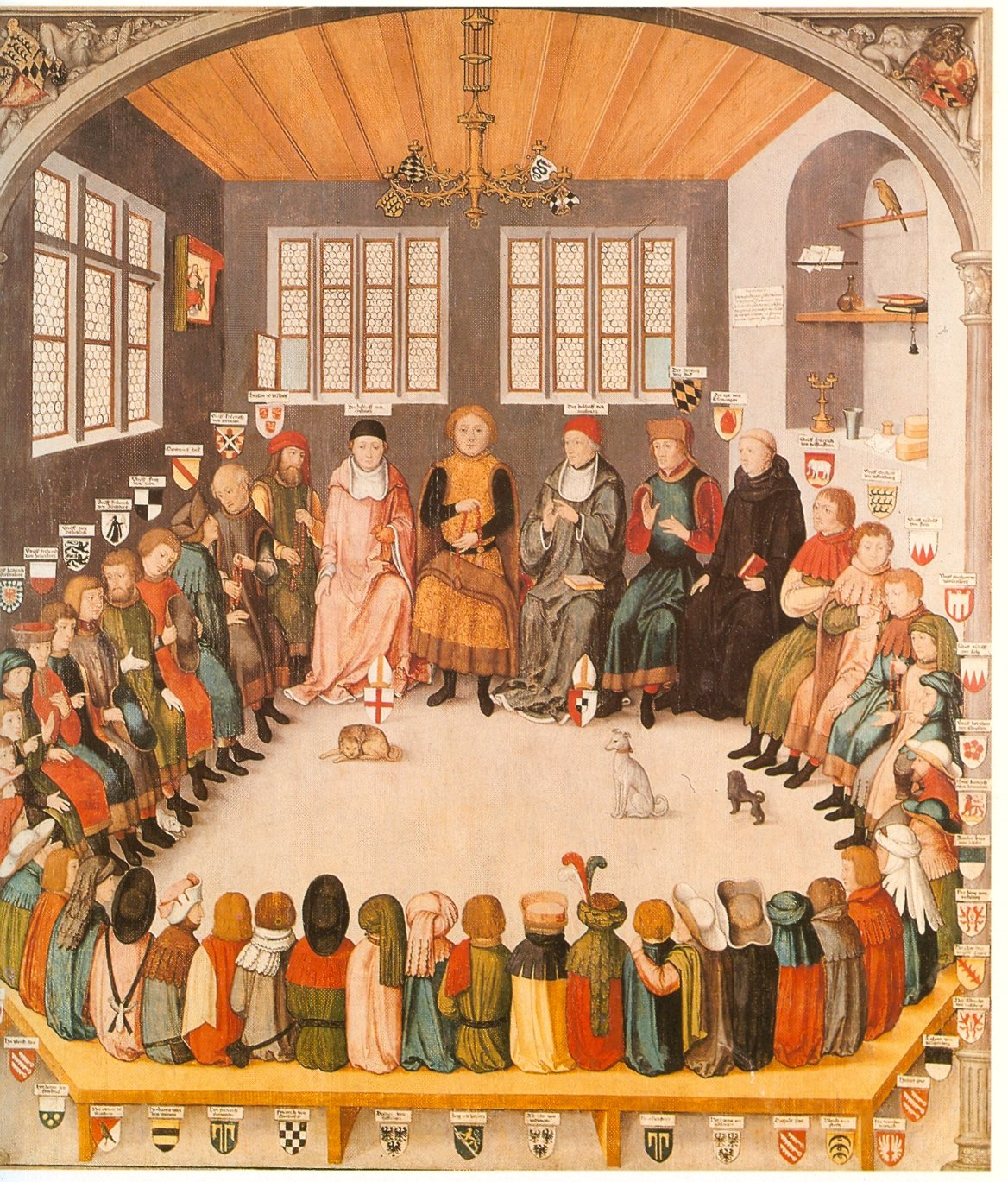
Schwäbische Adelige als Räte Eberhard des Milden von Württemberg
Caspar von Klingenberg, unten rechts

Das 14. Jahrhundert war geprägt von einem Niedergang der mindermächtigen Adelsgeschlechter. Auf der einen Seite führten äußere Bedingungen zu einem Einkommensverlust, andererseits konnten sich viele Adelshäuser nicht neben den aufstrebenden Territorialstaaten behaupten. Dem suchten diese kleinen Adeligen zu entgehen, indem sie sich bei diesen Territorialfürsten als „Beamte“, damals Räte genannt, andienten. Für die Klingenberger boten sich dafür das Erzherzogtum Österreich bzw. Württemberg an, aber auch der Königs-/Kaiserhof des Reiches.
Unter Caspar von Klingenberg († 1439), Hauptmann der Rittergesellschaft vom Sankt Jörgenschild und kaiserlicher Rat bei Kaiser Sigismund, war der Höhepunkt erreicht: Hohentwiel mit den Orten Arlen und Worblingen, die Städte Blumenfeld, Möhringen und Dettigkofen, die Erbschaft der Hälfte von Bürglen, Güter und Zehntrechte verteilt über das Hegau, den Thurgau und am Untersee. Die Klingenberger hatten dem König Geld leihen können und besaßen deshalb Pfandrechte auf die Reichssteuern von Ravensburg, Memmingen, Biberach an der Riß, Kaufbeuren, Buchhorn und Leutkirch. Dies war auch der Lohn für geleistete Kriegsdienste. Vertreter der Klingenberger finden sich als Gefallene in vielen Schlachten, der damaligen Zeit: Heinrich von Klingenberg, der im Waldviertel in Niederösterreich die bedeutende Herrschaft Litschau besaß und Erbvogt des Kollegiatstiftes Eisgarn war, gefallen am 26. August 1346 in der Schlacht von Crécy, Sigmund von Klingenberg am 9. Juli 1386 in der Schlacht bei Sempach und Rudolf, genannt Hürus von Schönau dem Ehemann der Anna von Klingenberg zusammen mit Martin Malterer, dem Schwager von Hans, genannt Schoch von Klingenberg und, der wiederum am 9. April 1388 in der Schlacht bei Näfels fiel. An dieser Schlacht nahm auch dessen Neffe Hans von Klingenberg, Ritter zu Stein teil, dem wir in der sogenannten Klingenberger Chronik eine Beschreibung dieser Schlacht verdanken. Am 17. Juni 1405 fiel Hans von Twiel, der Sohn des Schoch, in der Schlacht am Stoss. Der Enkel Caspars von Klingenberg, ebenfalls Caspar genannt, fiel im Schwabenkrieg 1499 bei Rielasingen.

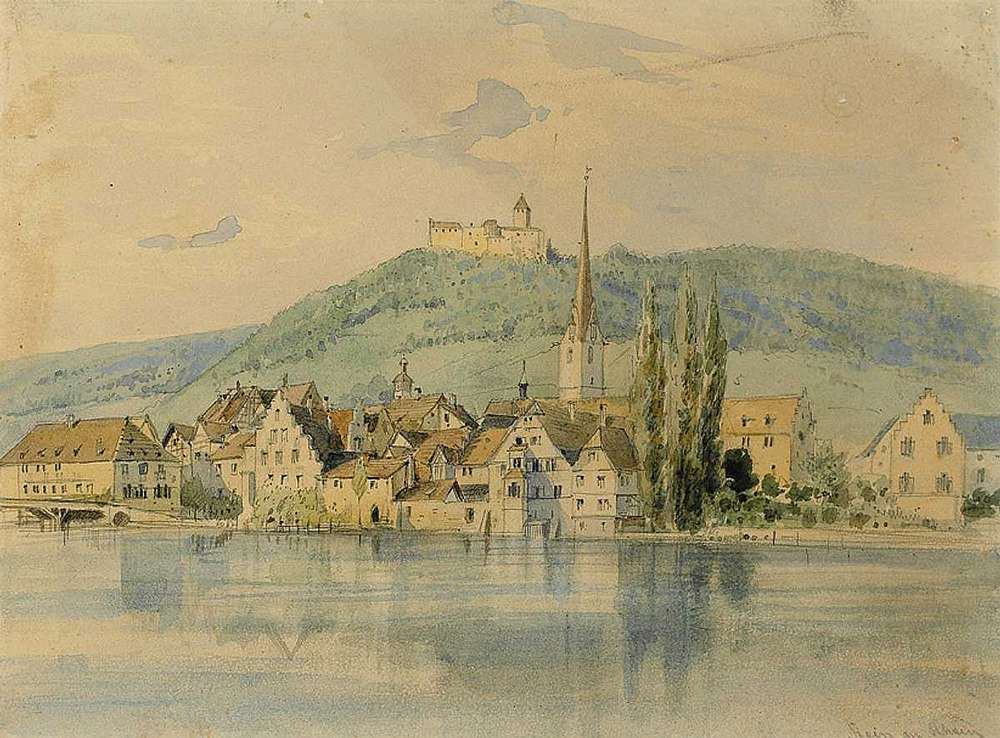
Max Bach (1841–1914): Stein am Rhein und Burg Hohenklingen

Zusätzlich erwarb Caspar von Klingenberg 1433 von den Herren von Klingen die Herrschaft Hohenklingen mit der Stadt Stein am Rhein und dem dortigen Kloster Sankt Georg.
Die Klingenberger begaben sich auch in das Dienstrecht des Klosters Sankt Gallen, um Unter- und Oberstammheim samt dem dazugehörigen Kirchensatz zu erhalten.
Nach dem Tod Caspars von Klingenberg, dem Hauptmann des Ritterbundes mit Sankt Georgenschild, begann der Abstieg der Familie. Bedingt durch die Realteilung befanden sich teilweise bis zu fünf Familien auf dem Hohentwiel. Es wurde vereinbart, dass die Tore mit fünf Schlüsseln zu sichern seien, so dass niemand ohne Einverständnis der anderen Familien Zutritt erlangen solle. 1443 musste Bürglen verkauft werden, 1447 die Vogtei Eggen. 1457 kam es zum Verkauf von Stein am Rhein und der Burg Klingenberg. 1538 erfolgte die endgültige Übergabe des Hohentwiel an Württemberg, den Ulrich von Württemberg bereits 1521 unter Rückgabevorbehalt erworben hatte und der Verkauf der Bibermühle an Stein am Rhein.
Mit dem Tod des zwölfjährigen Hans Georg von Klingenberg im Jahr 1583 starb das Geschlecht aus.